# ريتشارد جايكوب بيرنستاين
ريتشارد جايكوب بيرنستاين (بالإنجليزية: Richard J. Bernstein)‏ (من مواليد 14 مايو عام 1932) هو فيلسوف أمريكي وأستاذ في المدرسة الجديدة للبحوث الاجتماعية، كتب على نطاق واسع حول مجموعة كبيرة من القضايا والتقاليد الفلسفية من ضمنها البراغماتية الأميركية، والبراغماتية المُحدَثة، والنظرية النقدية، والنظرية التفكيكية، والفلسفة الاجتماعية، والفلسفة السياسية، وعلم التأويل. تتميز أعماله بالطريقة التي يوضح بها نقاط التقاطع بين مختلف المدارس والتقاليد الفلسفية، إذ يجمع بين المفكرين والأفكار الفلسفية التي من شأنها أن تتباين بسبب الفجوة القارية في فلسفة القرن العشرين. برزت الروح البراغماتية والجدلية التي تسود أعماله في عدد من التبادلات الفلسفية مع المفكرين المعاصرين الآخرين مثل حنة آرندت، ويورغن هابرماس، وريتشارد رورتي، وهانز جورج جادامير، وجاك ديريدا، وإغنيس هيلر، وتشارلز تيلور. يتمتع بيرنستاين بمقدرة فكرية واسعة، إذ لا يُركز اهتمامه فقط على المناقشات المتخصصة بالفلسفة الأكاديمية، بل أيضًا على القضايا الأكبر التي تمسّ جوانب الحياة المعاصرة الاجتماعية والسياسية والثقافية. أيّد بيرنستاين خلال حياته عددًا من القضايا الاجتماعية، وانخرط في حركات الديمقراطية التشاركية مُتمسكًا ببعض الفضائل الأساسية الخاصة بالتقاليد البراغماتية الأميركية، بما في ذلك الالتزام بالفلسفة اللامعصومية (التخطيئية)، والتعددية، ورعاية المجتمعات الحيوية.

## المواضيع الفلسفية

### اندماج الآفاق الفلسفية
تُجسّد أعمال بيرنستاين الروح البراغماتية التي تحدّث عنها بشكل واسع منذ منشوراته الأولى. وبالنسبة له، فإن التعددية واللامعصومية والنقاشات العامة ليست مفاهيم فلسفية مجردة، بل هي مبادئ توجيهية عملية لا بد أن توجّه العمل المسؤول. بفضل منهجه الحواري، لعب بيرنستاين دورًا بارزًا في توسيع الأفق الفلسفي للفلسفة الأميركية. يتّمتع بيرنستاين بقدرة نادرة على نسج رؤية مترابطة لفروع متباينة من التقاليد الفكرية الخاصة بالفلسفة الأميركية. بالإضافة إلى اهتمامه بإظهار تناقضات الماضي السطحية للمشاكل الأساسية التي يشاركها المجتمع إلى جانب الافتراضات الشائعة التي تحُثّ الإدراك المعاصر. فضلًا عن ذلك، أدخل بيرنستاين البراغماتية إلى التيارات الفكرية الدولية، بما في ذلك علم الظواهر، والنظرية التفكيكية، والنظرية النقدية. تمثلّت النتيجة بتبنّي توجُّه براغماتي أكثر عالمية وأقل تركيزًا على الولايات المتحدة وأكثر ملاءمةّ لعالم يتجّه نحو العولمة. يؤمن بيرنستاين بفكرة أن العديد من موضوعات البراغماتية الأمريكية الكلاسيكية قد عادت إلى الظهور من خلال أعمال أبرز فلاسفة القرنين العشرين والحادي والعشرين، وهذا ما يسميه التحول العملي في الفلسفة، وهو تحوّل طفيف لكنه هام نتيجةّ لجمعه بين مجموعة متنوعة من المفكرين مثل لودفيغ فيتغنشتاين، ومارتن هايدغر، وهيلاري بوتنام، وهابرماس، وأكسل هونيت، وروبرت براندوم.

### الحكم
دافع بيرنستاين خلال عمله عن أهمية الحِكم العملي (فرونسيس: كلمة فرنسية حُوّلت إلى الرومانية لاحقَا وتعني «الحكمة») في التعامل مع القضايا الاجتماعية والسياسية والأخلاقية والثقافية المعقدة التي تواجهنا في حياتنا اليومية. إن عدم وجود نُظم خوارزمية أو إجراءات حكم غير تاريخية لمعالجة هذه المسائل لا يجب أن يكون دافعًا لليأس (أي القلق الديكارتي)، ولكن يجب اعتباره خطوة أولى نحو إدراك فكرة أنه عندما يتعلق الأمر بالشؤون الإنسانية، فإن المنطق المناسب للتطبيق العملي هو القدرة على تحقيق العدالة في حالات معينة. وهذا ما أطلق عليه أرسطو اسم فرونسيس أو الحكمة العملية، وهو شكل من أشكال التفكير والمعرفة التي تتضمن وساطة متميزة بين ما هو عالمي وما هو خاص. لا تتحقق هذه الوساطة عبر أي شكل من أشكال الطعن بالقواعد أو النُهج المستخدمة (بالمعنى الديكارتي)، ولا من خلال وصف عالمي محدد سلفًا لقضية معينة. تشكّل الفضيلة الفكرية للتطبيق العلمي شكلًا من أشكال المنطق، الأمر الذي يؤدي إلى نوع من الدراية الأخلاقية التي يُحدَّد من خلالها ما هو عالمي وما هو خاص. علاوة على ذلك، يمكن للمرء أن ينظر إلى مشروع بيرنستاين على أنه محاولة منه لإضفاء الطابع الديمقراطي على التطبيق العملي وإظهار الأهمية الكبرى لإنماء المجتمعات الجدلية حيث يمكن تداول الآراء والأحكام المختلفة التي من شأنها أن تكون نتائج لعملية واسعة من النقاشات الجماعية الجادّة.